# Szabla – dar Hucułów dla Marszałka Józefa Piłsudskiego
Szabla - dar Hucułów dla Marszałka Józefa Piłsudskiego – szabla wykonana z drewna wiśniowego, podarowana Marszałkowi Józefowi Piłsudskiemu z okazji imienin 19 marca 1931 roku, przez delegację Hucułów z okolic Kołomyji. 
Inkrustowana i intarsjowana białym metalem, masą perłową, jasnym i ciemnym drewnem oraz koralikami białymi, niebieskimi i czerwonymi (ten rodzaj dekoracji jest charakterystyczny dla tradycyjnych wyrobów pochodzących z terenów Huculszczyzny). Głownia jednosieczna, w przekroju klinowa. Grzbiet płaski, przechodzący w obosieczne pióro. Na wewnętrznym płazie głowni inkrustowany białym metalem napis: “HUCULI - UKOCHANEMU - WODZOWI - NARODU - I MARSZAŁKOWI - POLSKI - JÓZEFOWI - PIŁSUDSKIEMU”. U nasady głowni monogram “R.P.” (Rzeczpospolita Polska) zdobiony drucikiem, koralikami białymi i niebieskimi. Na zewnętrznym płazie głowni blisko nasady orzeł w koronie intarsjowany drucikiem wpleciony w literę "G". Rękojeść otwarta, krzyżowa. Dolna część jelca tworzy rodzaj tarczki. Jelec o ramionach wygiętych ku dołowi, mocno rozszerzonych na końcach. Na spodzie tarczki po wewnętrznej stronie wyryty cyrylicą w drewnie napis: “APT: PІЗБЯР / B: DEBDЮK / KOCIB”. Szabla upominkowa znajduje się w zbiorach Muzeum Wojska Polskiego w Warszawie.